# Ставчинці
Ста́вчинці — село в Україні, у Чорноострівській селищній територіальній громаді Хмельницького району Хмельницької області. Населення становить 487 осіб.

## Релігія
- церква Святого Апостола Луки (2006, дерев'яна, УГКЦ)

## Галерея

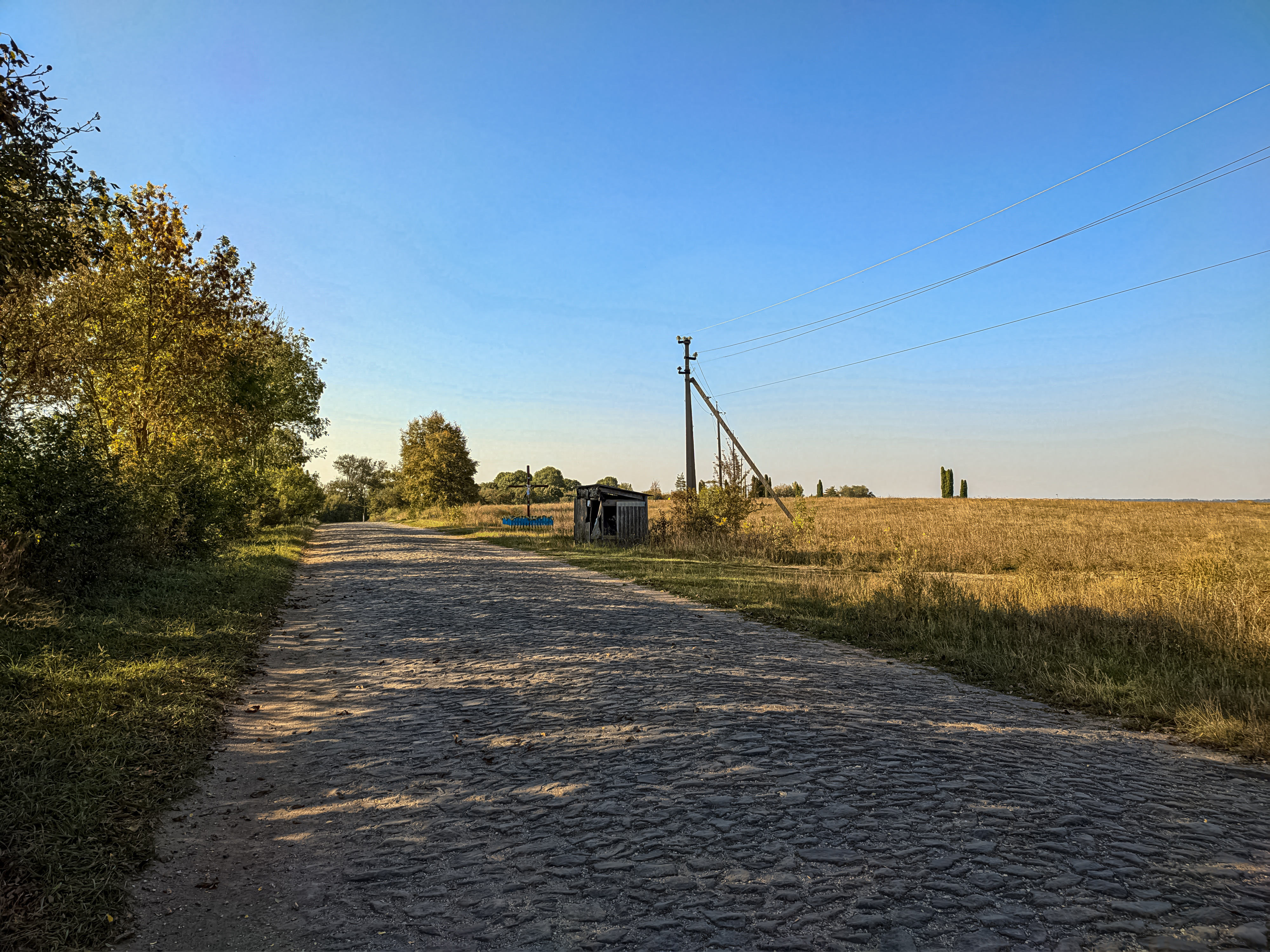
Дорога на село
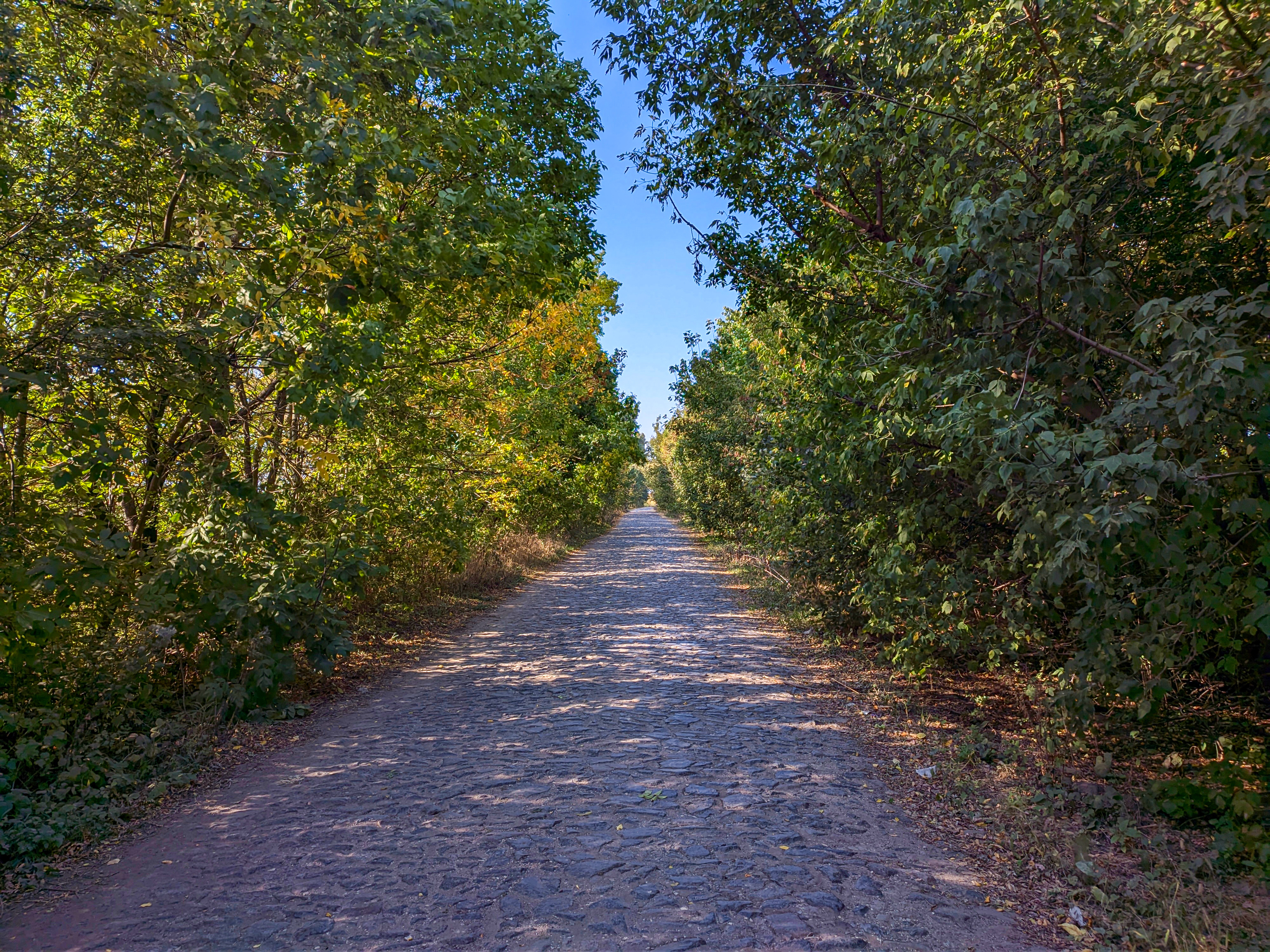
Дорога на село
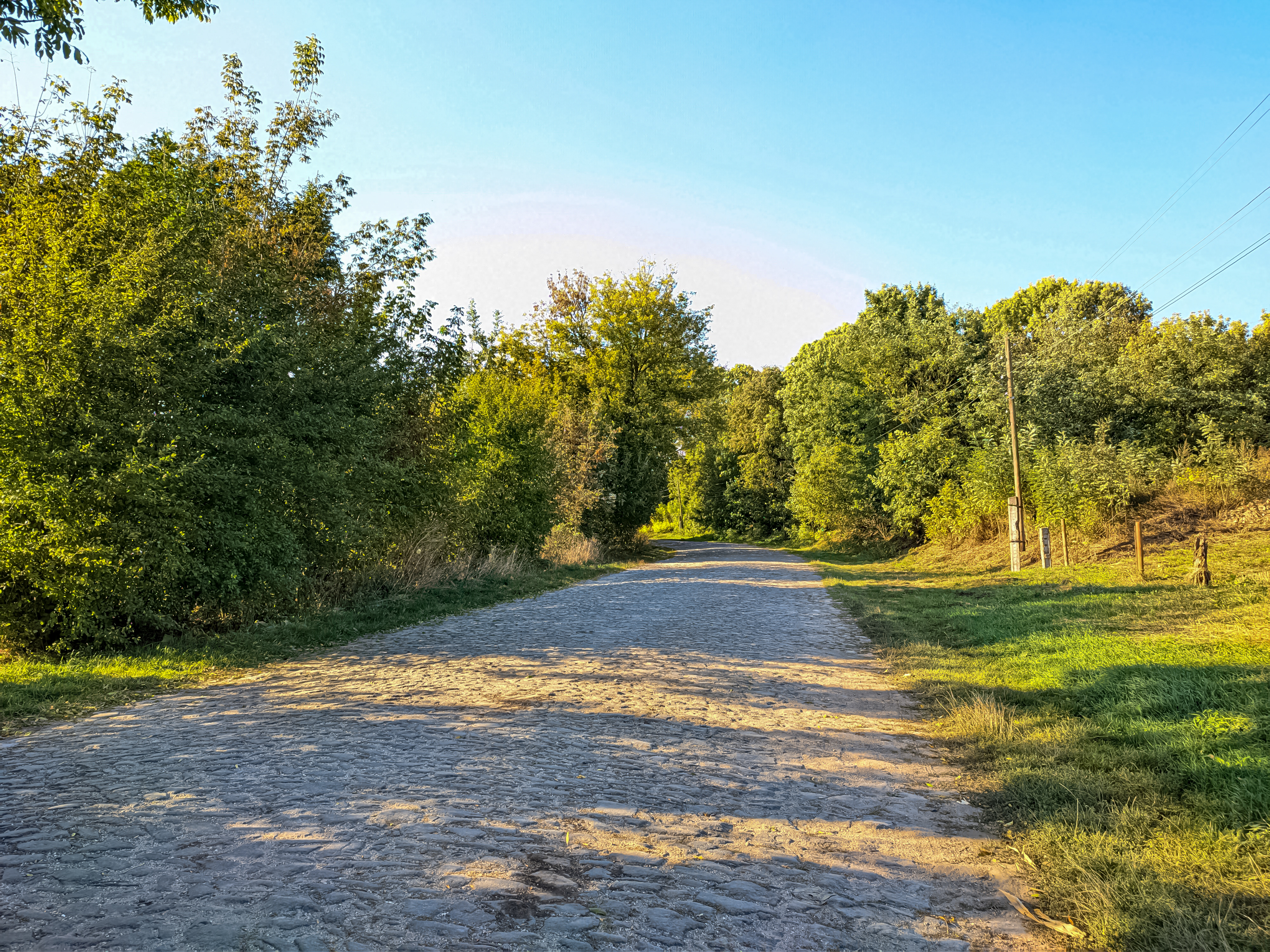
Дорога на село
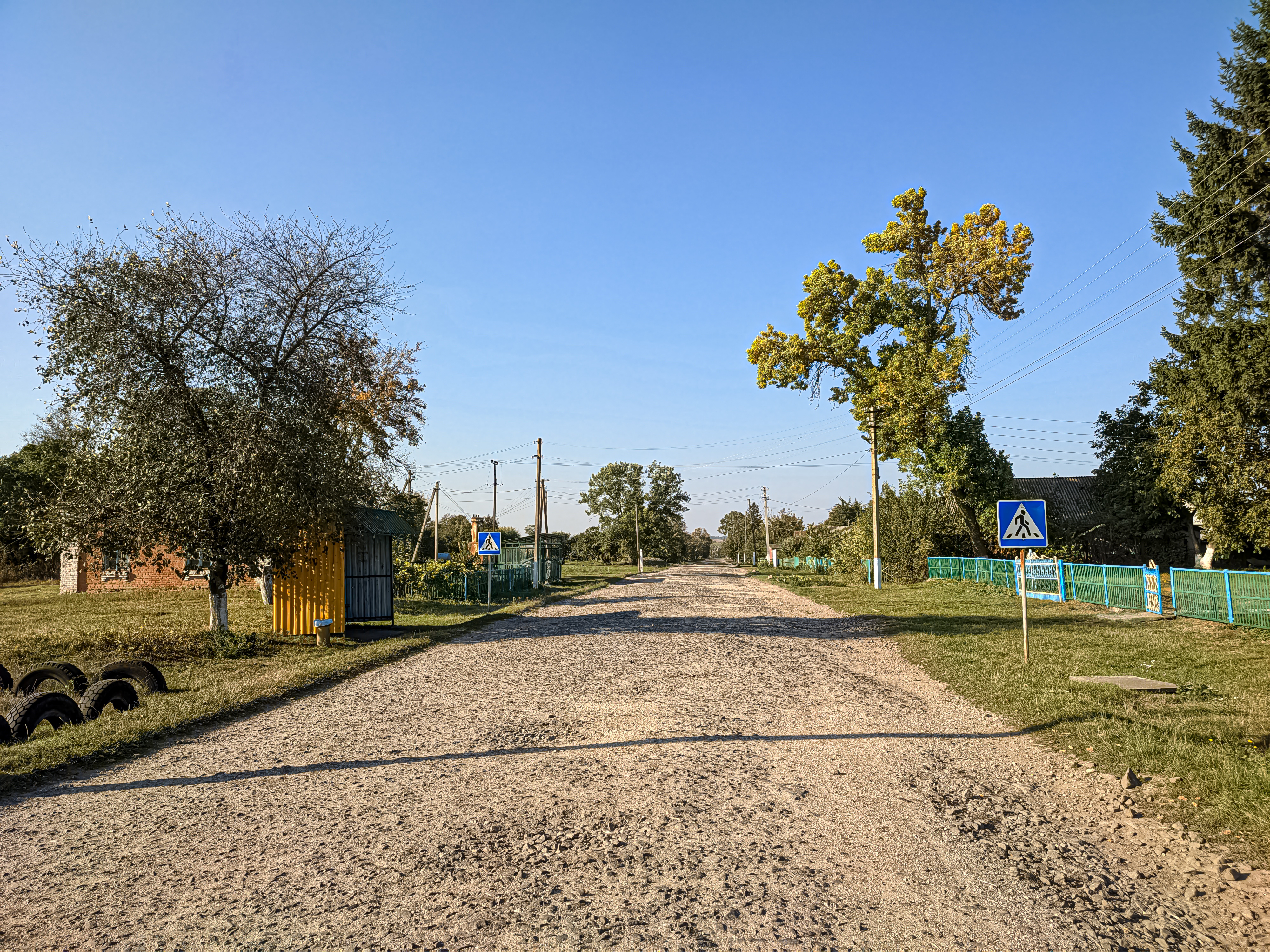
Вулиця Центральна
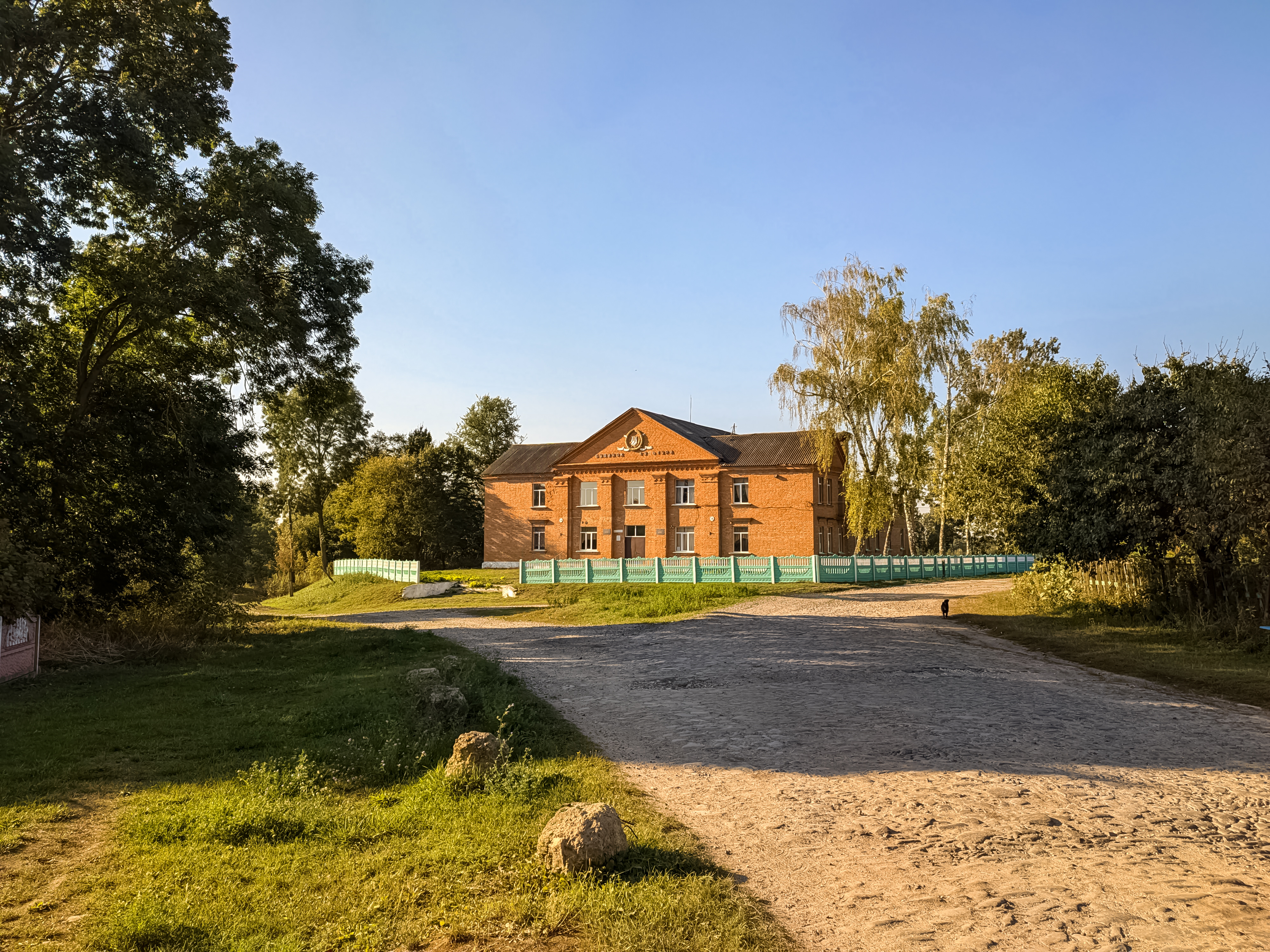
Будинок культури
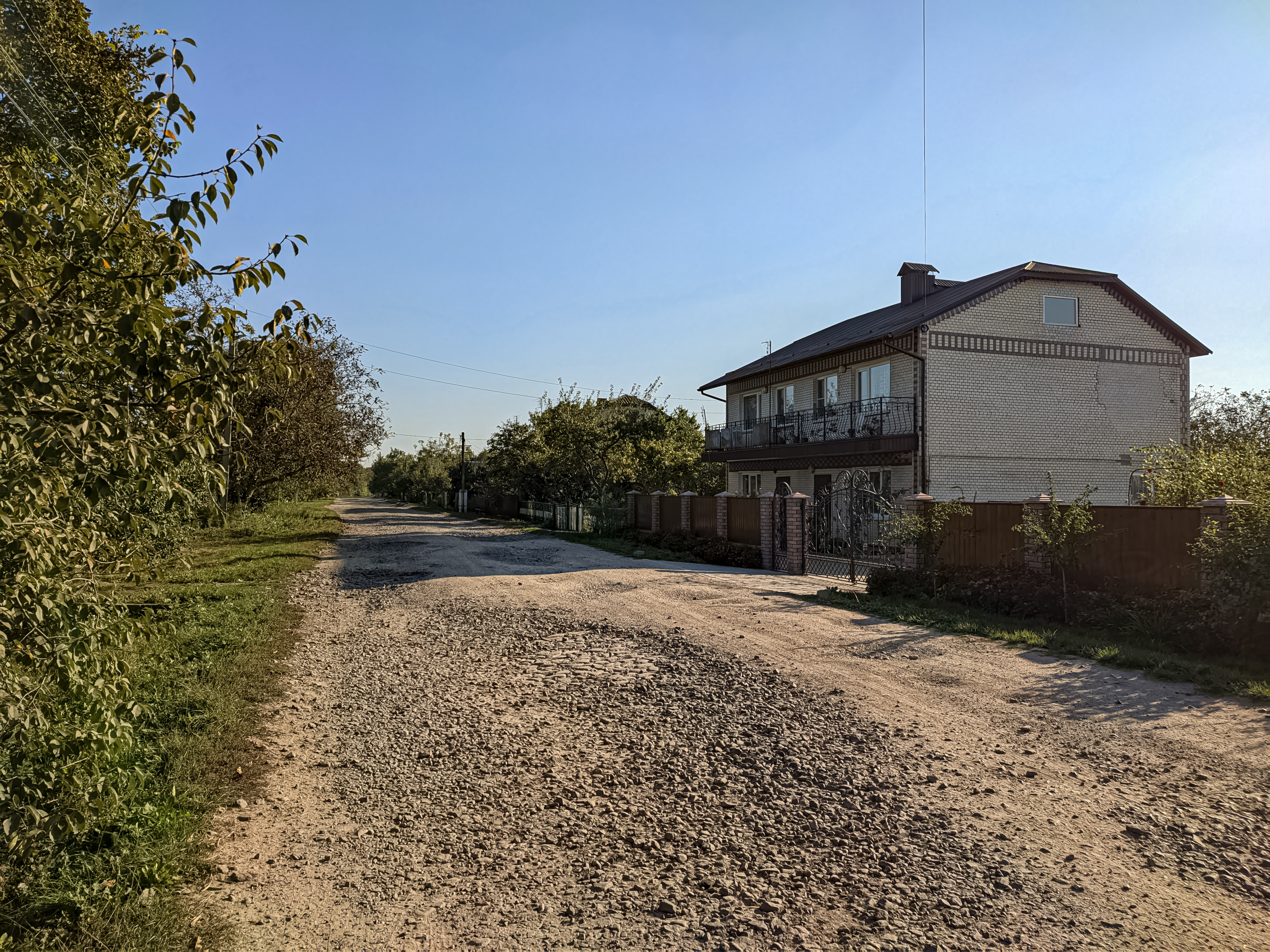
На вул. Центральній
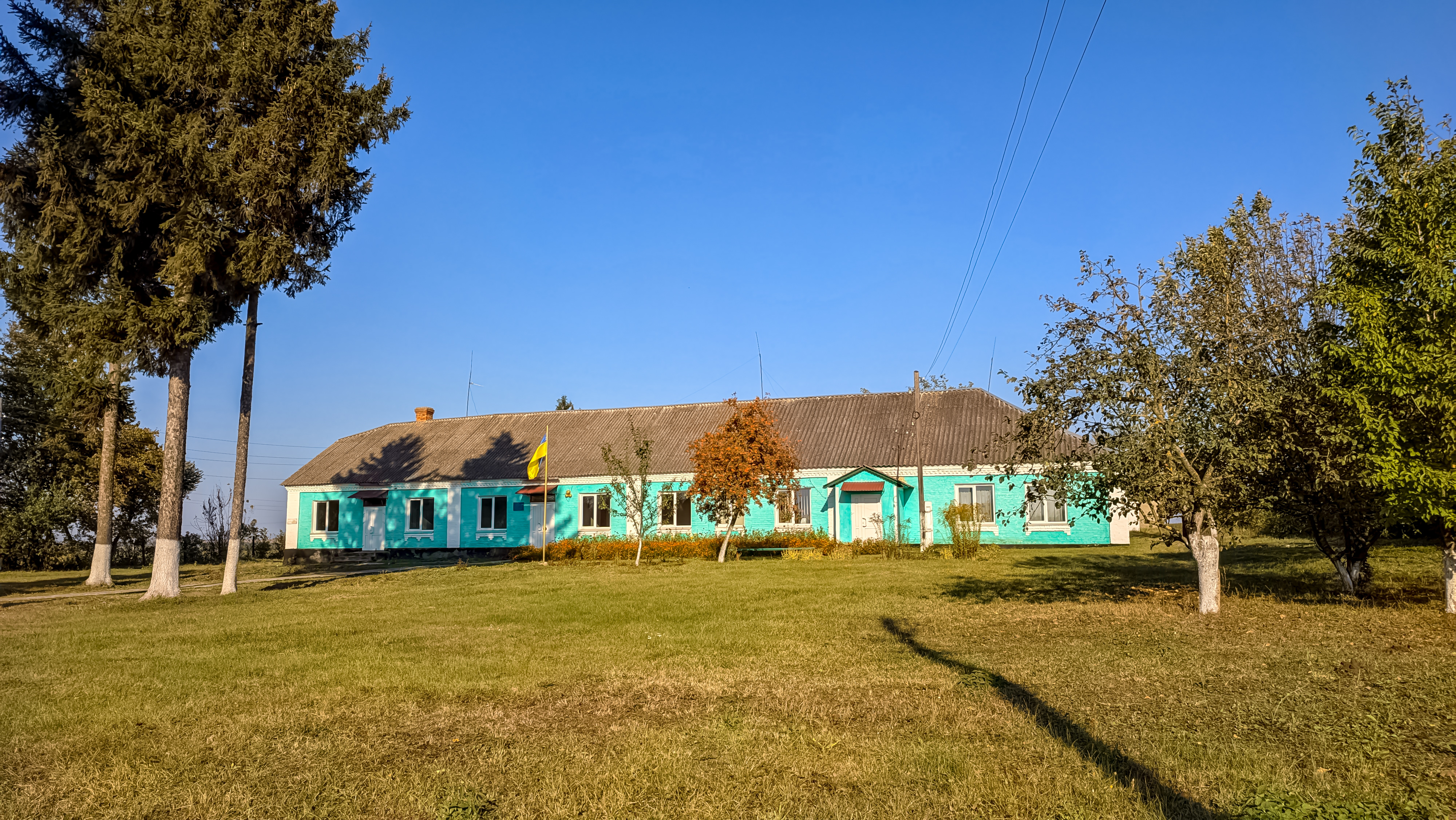
Сільська школа
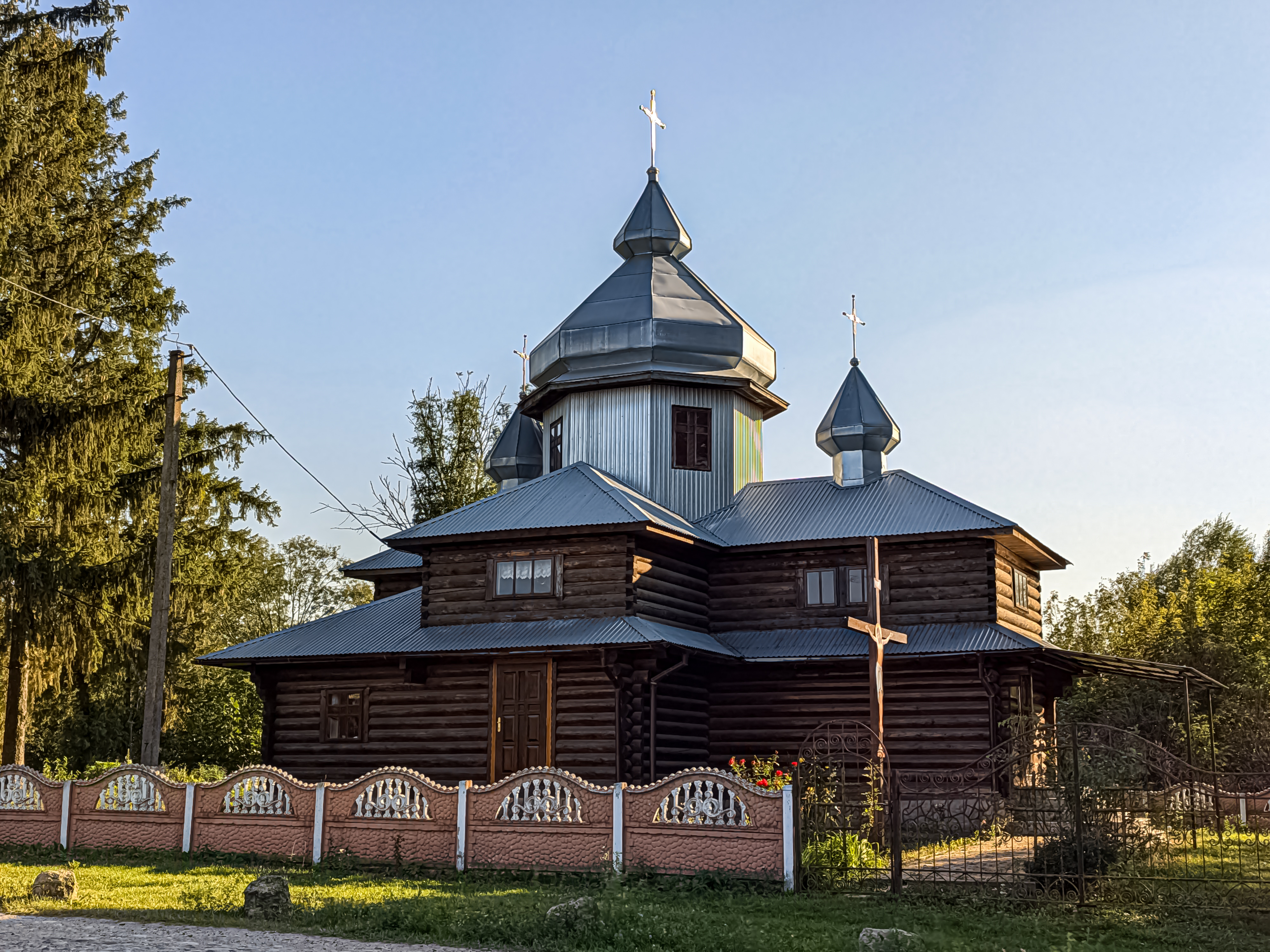
Церква Святого Луки
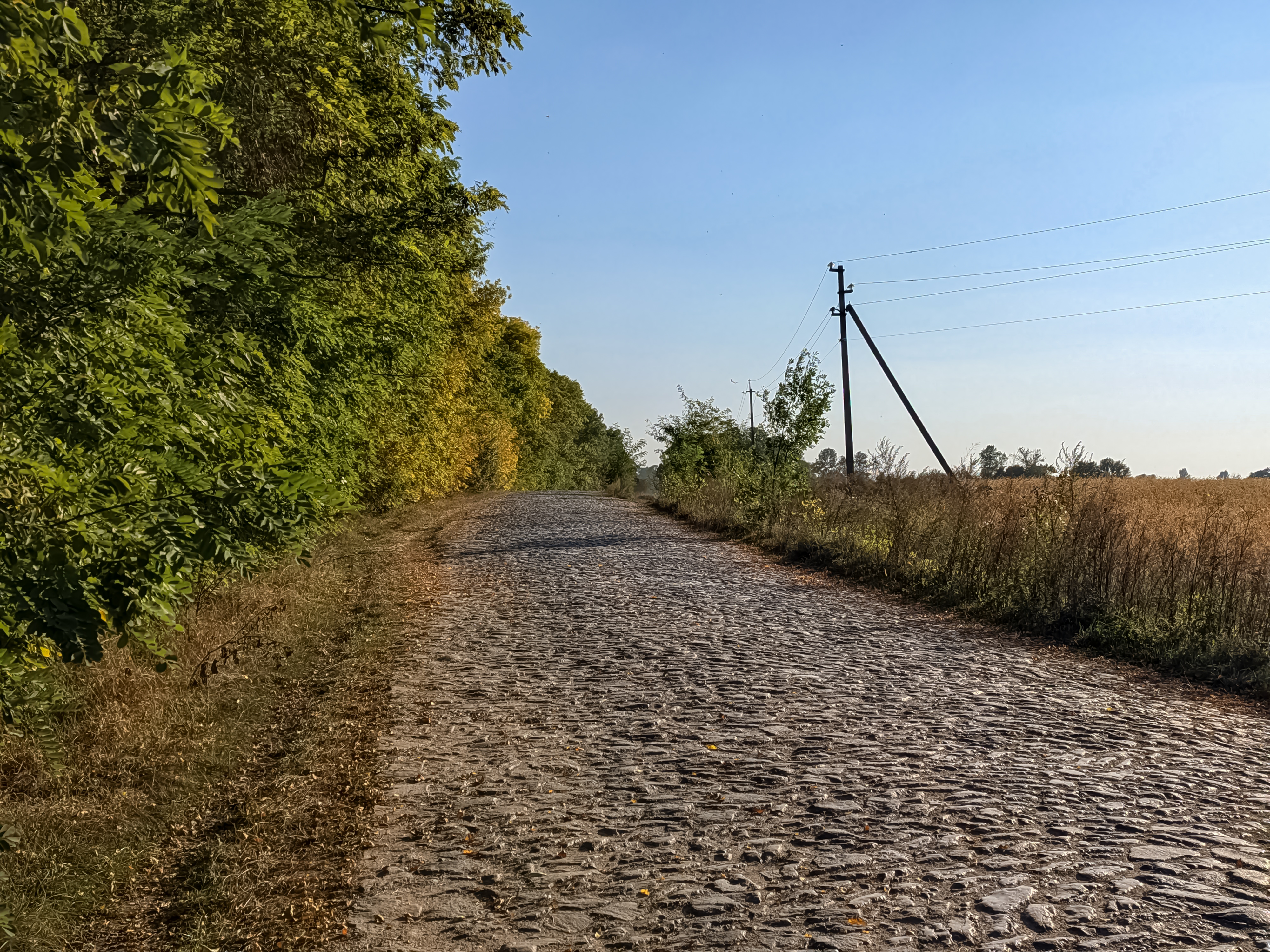
Околиці Ставчинців